# Kompleks Meduzy
Kompleks Meduzy – poczucie zagrożenia u mężczyzny, wzbudzane przewrażliwieniem pod względem wyrazu oczu kobiety z nim rozmawiającej.
Mitycznym archetypem jest grecka Meduza, najmłodsza i najgroźniejsza z trzech Gorgon. Jej wzrok zamieniał każdego człowieka w kamień.